# Okręg wyborczy nr 25 do Sejmu Rzeczypospolitej Polskiej (1991–1993)
Okręg wyborczy nr 25 do Sejmu Rzeczypospolitej Polskiej (1991–1993) obejmował województwo białostockie i suwalskie. W ówczesnym kształcie został utworzony w 1991. Wybieranych było w nim 12 posłów w systemie proporcjonalnym.
Siedzibą okręgowej komisji wyborczej był Białystok.

## Wybory parlamentarne 1991
Głosowanie odbyło się 27 października 1991.
| Komitet wyborczy                                      | Komitet wyborczy                                                  | Głosów | %     | Mandaty | Wybrani posłowie                          |
| ----------------------------------------------------- | ----------------------------------------------------------------- | ------ | ----- | ------- | ----------------------------------------- |
|                                                       | Sojusz Lewicy Demokratycznej                                      | 57 448 | 17,83 | 2       | Włodzimierz Cimoszewicz, Janusz Szymański |
|                                                       | Wyborcza Akcja Katolicka                                          | 45 102 | 14,00 | 2       | Halina Strębska, Aleksander Usakiewicz    |
|                                                       | Porozumienie Obywatelskie Centrum                                 | 34 034 | 10,57 | 1       | Krzysztof Putra                           |
|                                                       | Unia Demokratyczna                                                | 23 798 | 7,39  | 1       | Jerzy Kopania                             |
|                                                       | Porozumienie Ludowe                                               | 21 998 | 6,83  | 1       | Piotr Krutul                              |
|                                                       | Polskie Stronnictwo Ludowe Sojusz Programowy                      | 20 085 | 6,24  | 1       | Stanisław Sienkiewicz                     |
|                                                       | Solidarność Pracy                                                 | 15 811 | 4,91  | 1       | Aleksander Małachowski                    |
|                                                       | Kongres Liberalno-Demokratyczny                                   | 14 505 | 4,50  | 1       | Dariusz Boguski                           |
|                                                       | KW Prawosławnych                                                  | 13 788 | 4,28  | 1       | Eugeniusz Czykwin                         |
|                                                       | Konfederacja Polski Niepodległej                                  | 12 602 | 3,91  | 1       | Waldemar Polczyński                       |
|                                                       | Niezależny Samorządny Związek Zawodowy „Solidarność”              | 11 272 | 3,50  | –       |                                           |
|                                                       | Polska Partia Przyjaciół Piwa                                     | 10 231 | 3,18  | –       |                                           |
|                                                       | Chrześcijańska Demokracja                                         | 9457   | 2,94  | –       |                                           |
|                                                       | Białoruski Komitet Wyborczy                                       | 4435   | 1,38  | –       |                                           |
|                                                       | Unia Polityki Realnej                                             | 3960   | 1,23  | –       |                                           |
|                                                       | Wyborczy Blok Mniejszości                                         | 3065   | 0,95  | –       |                                           |
|                                                       | Stronnictwo Demokratyczne                                         | 3010   | 0,93  | –       |                                           |
|                                                       | Zdrowa Polska – Sojusz Ekologiczny                                | 2990   | 0,93  | –       |                                           |
|                                                       | Stronnictwo Narodowe                                              | 2804   | 0,87  | –       |                                           |
|                                                       | Rzemiosło i Mała Przedsiębiorczość                                | 2224   | 0,69  | –       |                                           |
|                                                       | Blok Ludowo-Chrześcijański                                        | 2045   | 0,63  | –       |                                           |
|                                                       | Partia Wolności                                                   | 1720   | 0,53  | –       |                                           |
|                                                       | Polska Partia Ekologiczna – Zieloni                               | 1704   | 0,53  | –       |                                           |
|                                                       | Koalicja Polskiej Partii Ekologicznej i Polskiej Partii Zielonych | 1576   | 0,49  | –       |                                           |
|                                                       | Ruch Demokratyczno-Społeczny                                      | 1025   | 0,32  | –       |                                           |
|                                                       | Partia Chrześcijańskich Demokratów                                | 864    | 0,27  | –       |                                           |
|                                                       | Polski Związek Zachodni                                           | 578    | 0,18  | –       |                                           |
| Frekwencja: 41,13% Źródło: Państwowa Komisja Wyborcza |                                                                   |        |       |         |                                           |